# Clémentine-Hélène Dufau
Ne doit pas être confondu avec Hélène Duffau ou Clémentine Dufaut.
Pour les articles homonymes, voir Dufau.
Clémentine-Hélène Dufau, née à Quinsac (Gironde) le 18 août 1869 et morte à Paris le 18 mars 1937, est une artiste peintre, affichiste et illustratrice française.

## Biographie

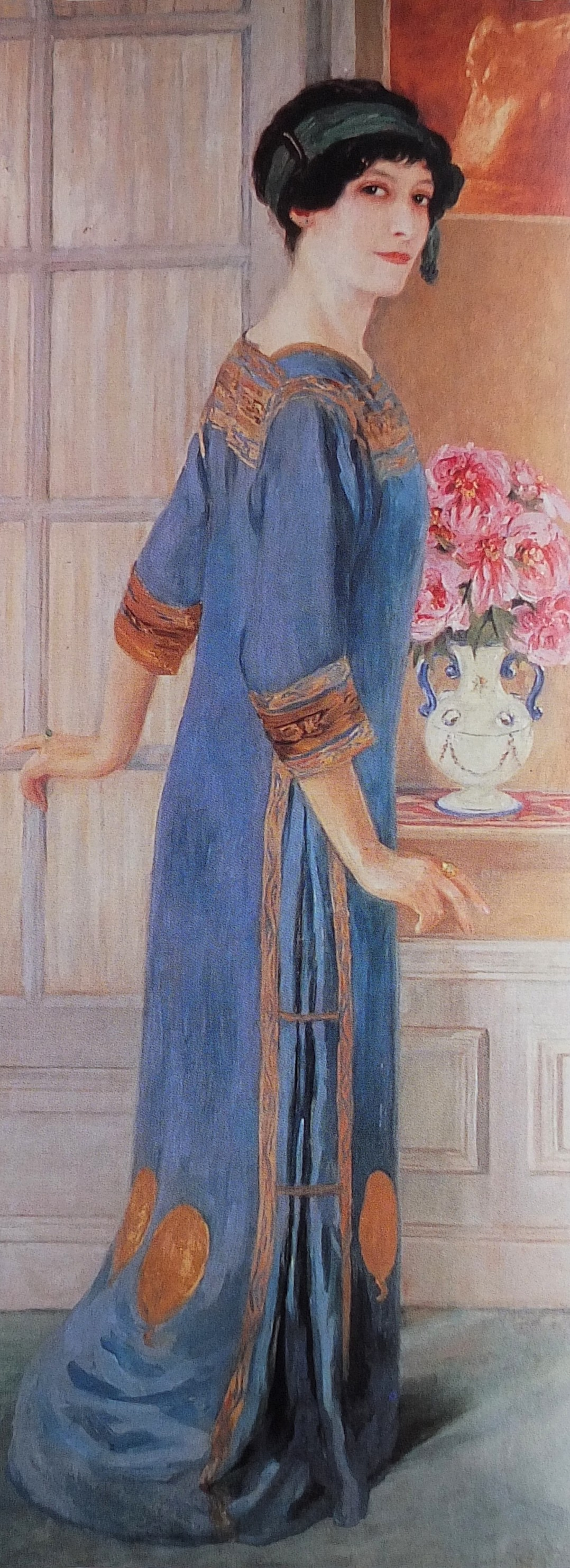
Clémentine-Hélène Dufau, Portrait de l'auteur (1911), Paris, musée d'Orsay.

Clémentine-Hélène Dufau naît dans une famille girondine par sa mère née Dumézil, et basque par son père. Ce dernier, après un séjour à Cuba, en était revenu avec une fortune suffisante pour épouser la fille de Guillaume Dumézil, propriétaire aisé d'un domaine viticole à Quinsac.
Clémentine-Hélène est leur quatrième enfant vivant — une plus jeune sœur étant morte en bas âge. De santé fragile, elle doit rester souvent allongée et, très jeune, manifeste un don pour le dessin. Après que ses sœurs se sont mariées, elle souhaite aller à Paris faire des études artistiques. Ses parents décident alors de vendre le domaine de Quinsac et s'installent en 1888 au 12, rue Pergolèse dans le 16e arrondissement de Paris pour l'accompagner.
Clémentine-Hélène s'inscrit au cours de l'Académie Julian dans l'atelier de William Bouguereau. En 1895, elle expose au Salon des artistes français et obtient le prix Marie Bashkirtseff pour son tableau L'Amour de l'Art, ce qui lui permet d'avoir ses premières commandes pour des affiches publicitaires. Son affiche pour le Bal des increvables (1896) du Casino de Paris est remarquée, ainsi que celle qu'elle réalise pour le lancement du journal La Fronde, fondé en 1897 par Marguerite Durand. En 1898, elle adhère à la Société des artistes français et obtient une bourse pour un voyage d'étude d'un an en Espagne. De retour à Paris, elle expose les œuvres réalisées et obtient un très bon accueil critique. Elle signe ses travaux « C.H. Dufau ». Certaines de ses œuvres évoluent vers le mysticisme.
À partir de 1905, devenue une artiste reconnue, elle est reçue dans les milieux intellectuels parisiens. Elle travaille et sympathise avec l'auteur de théâtre Edmond Rostand dont elle décore la villa Arnaga à Cambo-les-Bains. C'est alors que, déstabilisée par la mort de sa mère, touchée pour la première fois par une certaine solitude, elle se prend d'une passion amoureuse, qu'elle qualifie elle-même de « folle », pour Maurice Rostand, le fils encore adolescent de l'écrivain, qui ne cache pourtant pas ses penchants homosexuels. Cette relation tourmentée et à sens unique dure plusieurs années.
Nommée chevalier de la Légion d'honneur en 1909, sa carrière artistique s'étoffe encore avec une commande de l'État pour la décoration de la nouvelle Sorbonne (panneaux Astronomie et Mathématiques et Radioactivité et Magnétisme) et des portraits de nombreuses personnalités. Elle voyage à l'étranger et expose ses œuvres. En 1911, elle fait construire une villa au Pays basque qu'elle devra revendre en 1926 car peu à peu sa situation financière se dégrade.

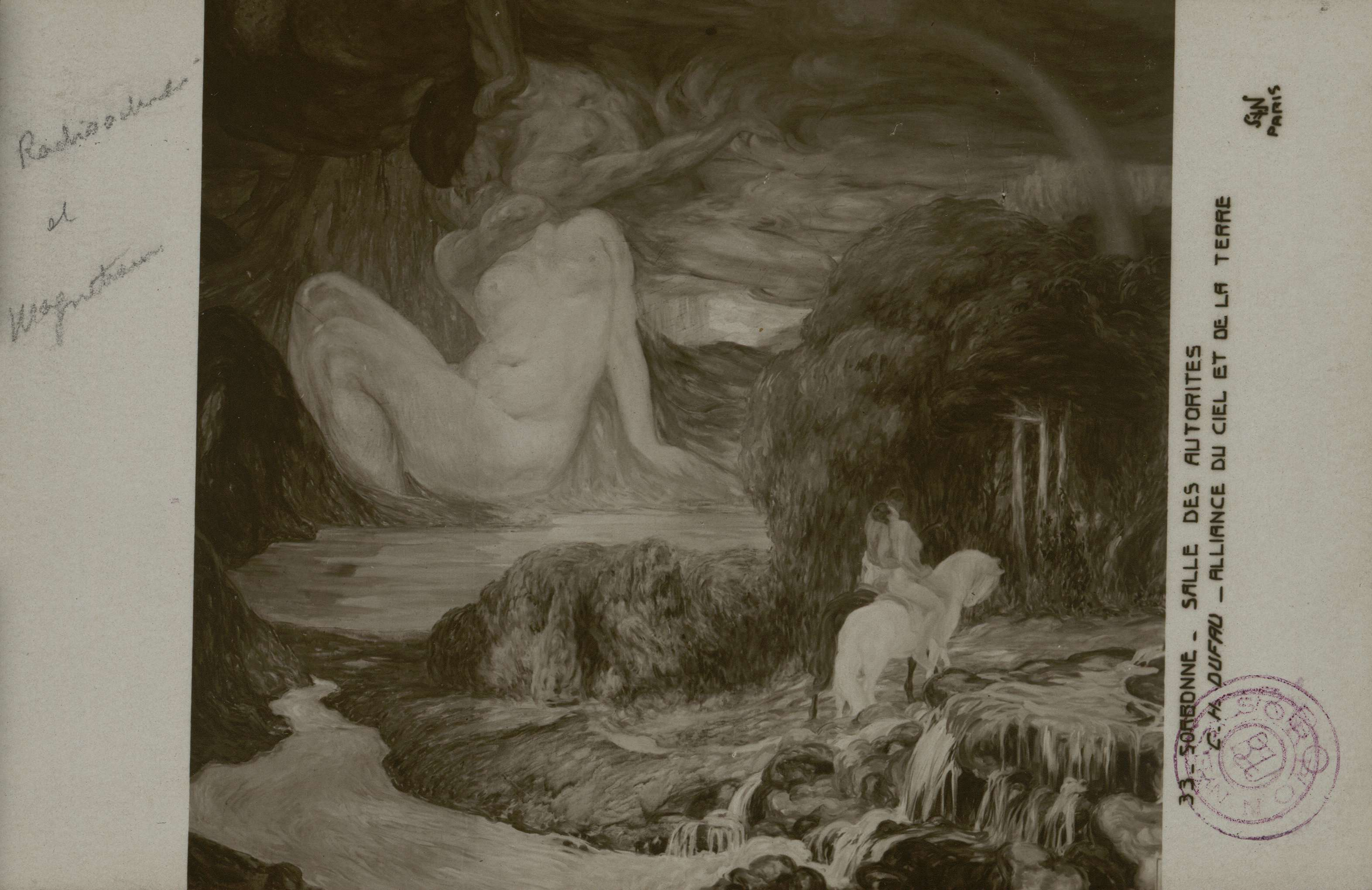
Carte postale de Clémentine-Hélène Dufau, Alliance du ciel et de la terre (Bibliothèque interuniversitaire de la Sorbonne, NuBIS).

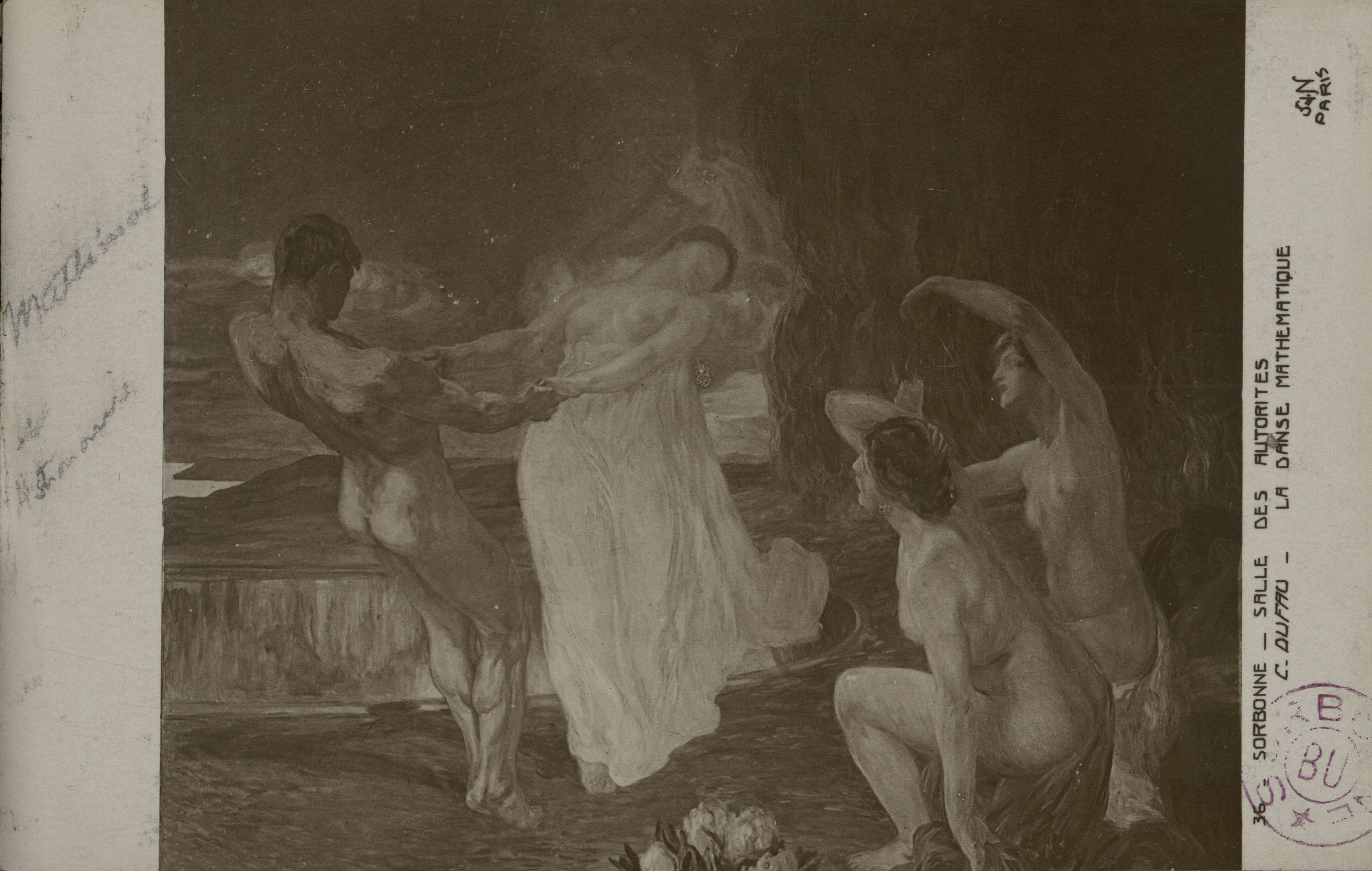
Carte postale de Clémentine-Hélène Dufau, La danse mathématique (Bibliothèque interuniversitaire de la Sorbonne, NuBIS).

Elle s'installe à Antibes où elle aménage un atelier face à la mer.

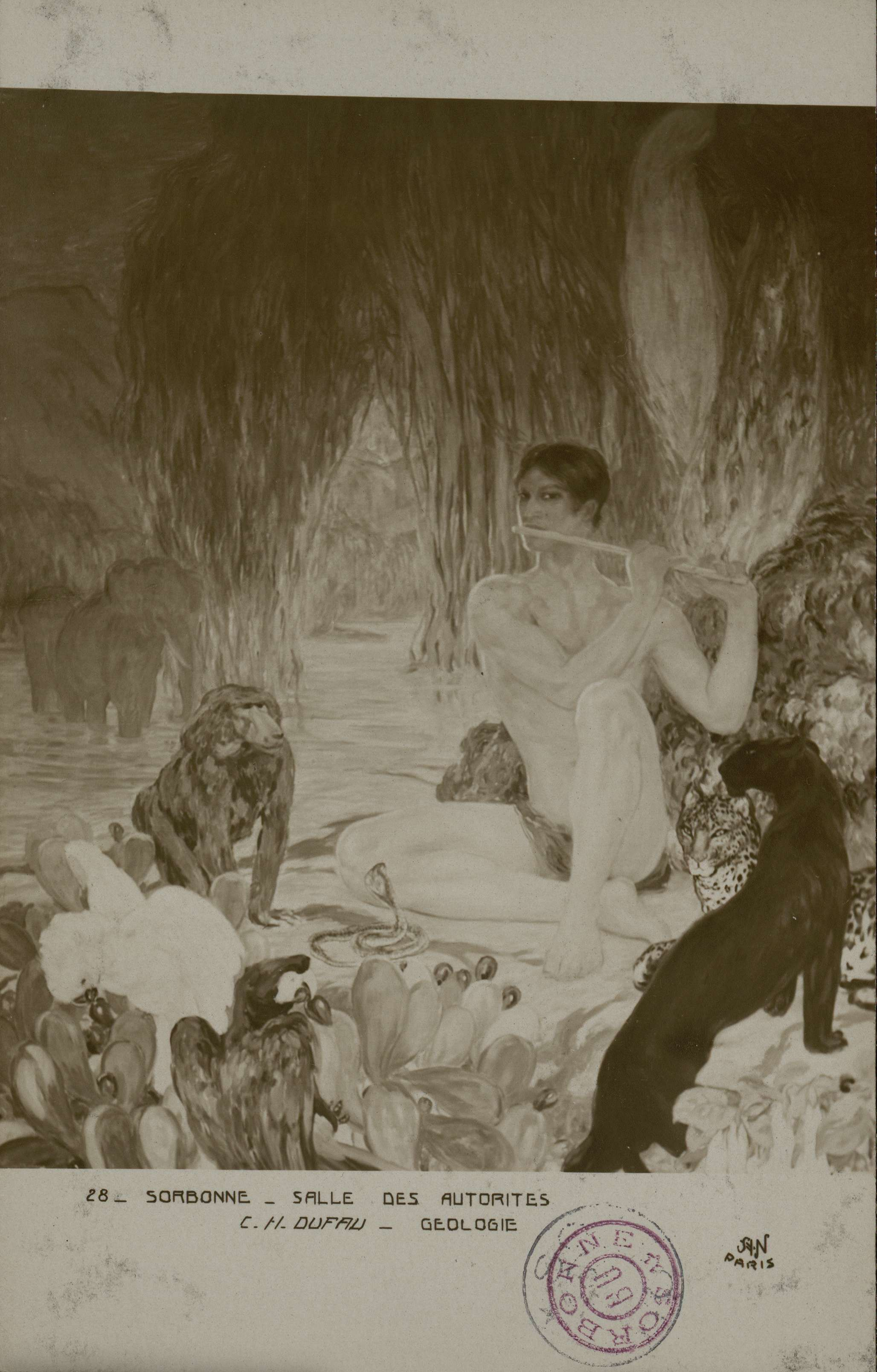
Carte postale de Clémentine-Hélène Dufau, Géologie (i.e.) Zoologie (Bibliothèque interuniversitaire de la Sorbonne, NuBIS).

Adepte de René Guénon, passionnée par Krishnamurti, elle est proche des collaborateurs des Cahiers de l'Étoile. En 1932, elle écrit son livre-testament, Les Trois Couleurs de la lumière, où elle expose sa vision ésotérique de l'art : avec une mise en page originale, elle s'inspire du mathématicien Charles Henry, de son cercle chromatique et de sa théorie du « psychone », tout en citant René Guénon, l'abbé Paul Lacuria, Joséphin Peladan, Louis de Broglie. Pour une pensée « féminine » et « unificatrice », elle tente une synthèse entre les écrits « de la tradition ésotérique et les recherches scientifiques, notamment sur la résonance et les fréquences des couleurs ». Elle dénonce les violences faites aux femmes et lance un appel à l’égalité des sexes.
Elle doit finalement quitter Antibes et louer son atelier pour s'assurer un petit revenu. Elle expose encore au Salon de la Société des femmes artistes modernes.
Atteinte d'un cancer de l'estomac, elle meurt à Paris le 18 mars 1937. Elle est inhumée dans le carré des indigents du cimetière parisien de Thiais.

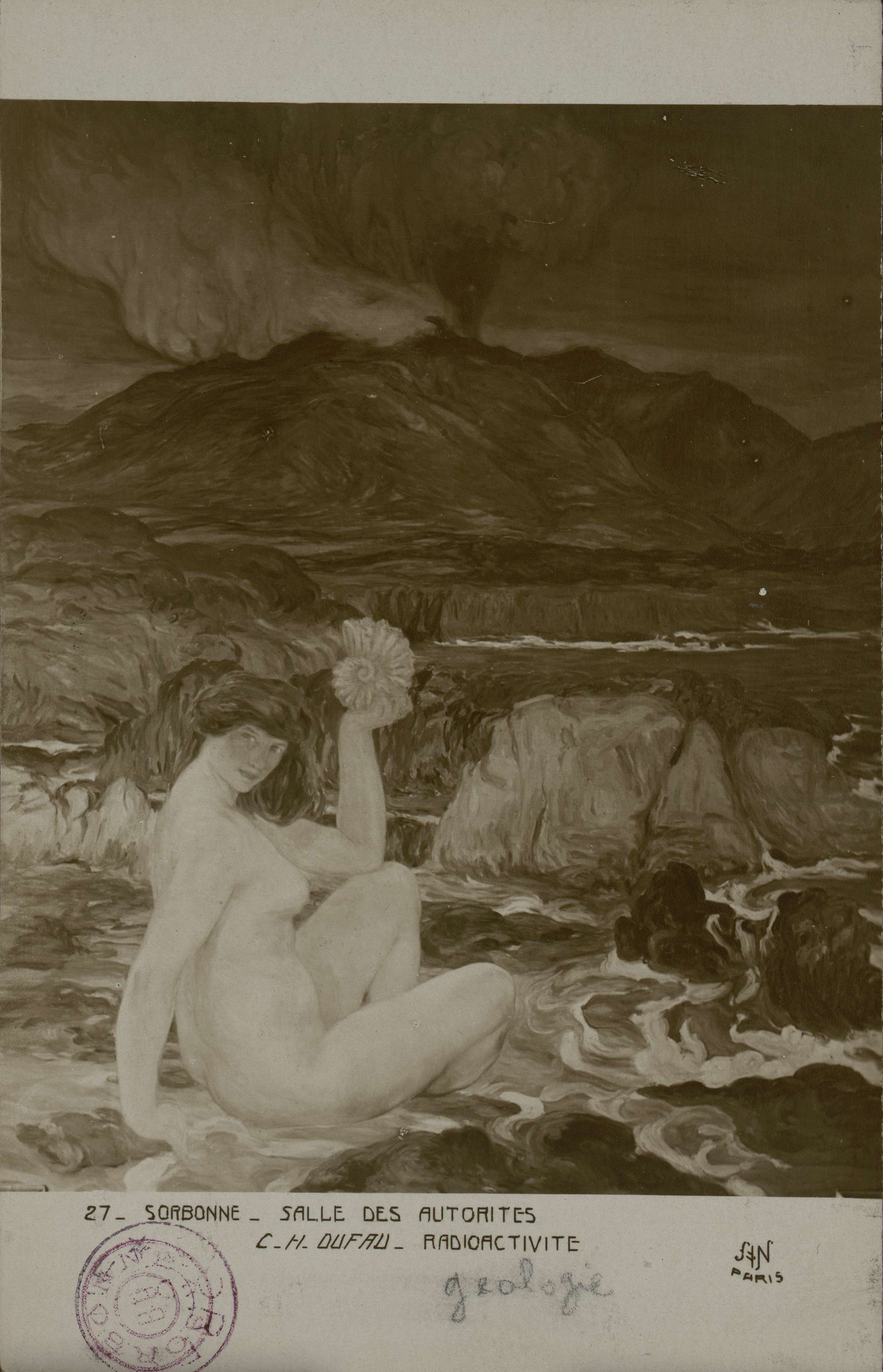
Carte postale de Clémentine-Hélène Dufau, Radioactivité (i.e.) Géologie (Bibliothèque interuniversitaire de la Sorbonne, NuBIS).

## Œuvres

### Œuvres dans les collections publiques
Argentine

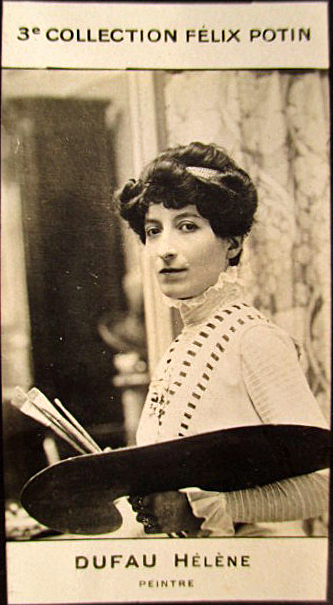
Anonyme, Hélène Dufau, portrait de la Collection Félix Potin.

- Buenos Aires, musée national des Beaux-Arts : Le Bain, huile sur toile, 94,5 × 94,5 cm.

France
- Bordeaux, musée des Beaux-Arts : Baigneuse, huile sur toile.
- Cambo-les-Bains, villa Arnaga : Portrait de Maurice Rostand, 1909, huile sur toile.
- Cambrai, musée de Cambrai :
  - Portrait d'Anna de Noailles, 1914, huile sur toile, 111 × 160 cm ;
  - Heure exquise, huile sur toile.
- Cognac, musée d'Art et d'Histoire : Enfants de mariniers, 1898, huile sur toile, 145 × 145 cm.
- Dijon, musée Magnin : Printemps, huile sur toile.
- Gray, musée Baron-Martin : Académie de Danseuse nue, fusain, 98 × 52 cm.
- Lectoure, musée de peinture : Portrait de femme, huile sur toile.
- Marseille, musée Cantini : Nu au bord de la Méditerranée, huile sur toile.
- Morlaix, musée des Beaux-Arts : Portrait d'homme, 1889, huile sur toile.
- Nantes, musée des Beaux-Arts :
  - Au jardin d'Andalousie, huile sur toile ;
  - Portrait de Georges Barbier, huile sur toile.
- Paris :
  - musée des Arts décoratifs : Portrait de Jeanne Lanvin, 1925, huile sur toile.
  - musée d'Orsay : Portrait de l'auteur, 1911, huile sur toile[7].
  - Petit Palais : La Balançoire, huile sur toile[8].
  - Sorbonne, salle des Autorités :
    - Astronomie et Mathématiques, dit aussi La Danse mathématique, avant 1910, panneau mural[9] ;
    - Radioactivité et Magnétisme, avant 1910, panneau mural ;
    - La Géologie, avant 1910, panneau mural ;
    - La Zoologie, avant 1910, panneau mural.
- Reims, musée des Beaux-Arts : 
  - Les Baigneuses, huile sur toile
  - Paysage, 1904, huile sur toile[10]
  - Madame Pol Neveux, 1910, huile sur toile
- Rouen, musée des Beaux-Arts : Printemps nocturne, huile sur toile.

Pologne
- Poznań, musée national : Vision intime, vers 1913, huile sur toile. Un autre exemplaire similaire a été vendu lors de l'émission Affaire Conclue diffusée sur France-2 le 20 juin 2023[11]

Œuvres de Clémentine-Hélène Dufau
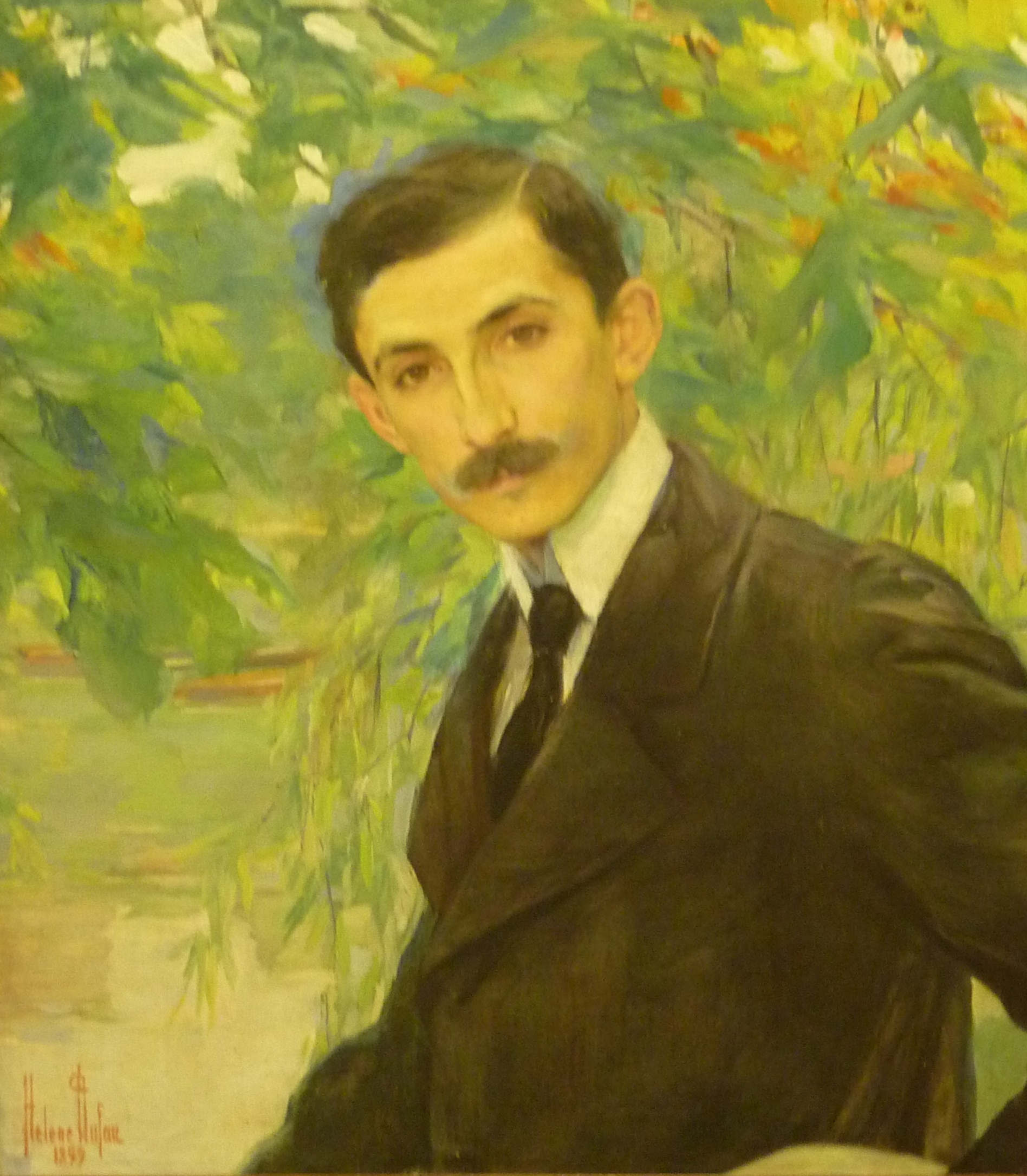
Portrait d'homme (1889), musée des Beaux-Arts de Morlaix.
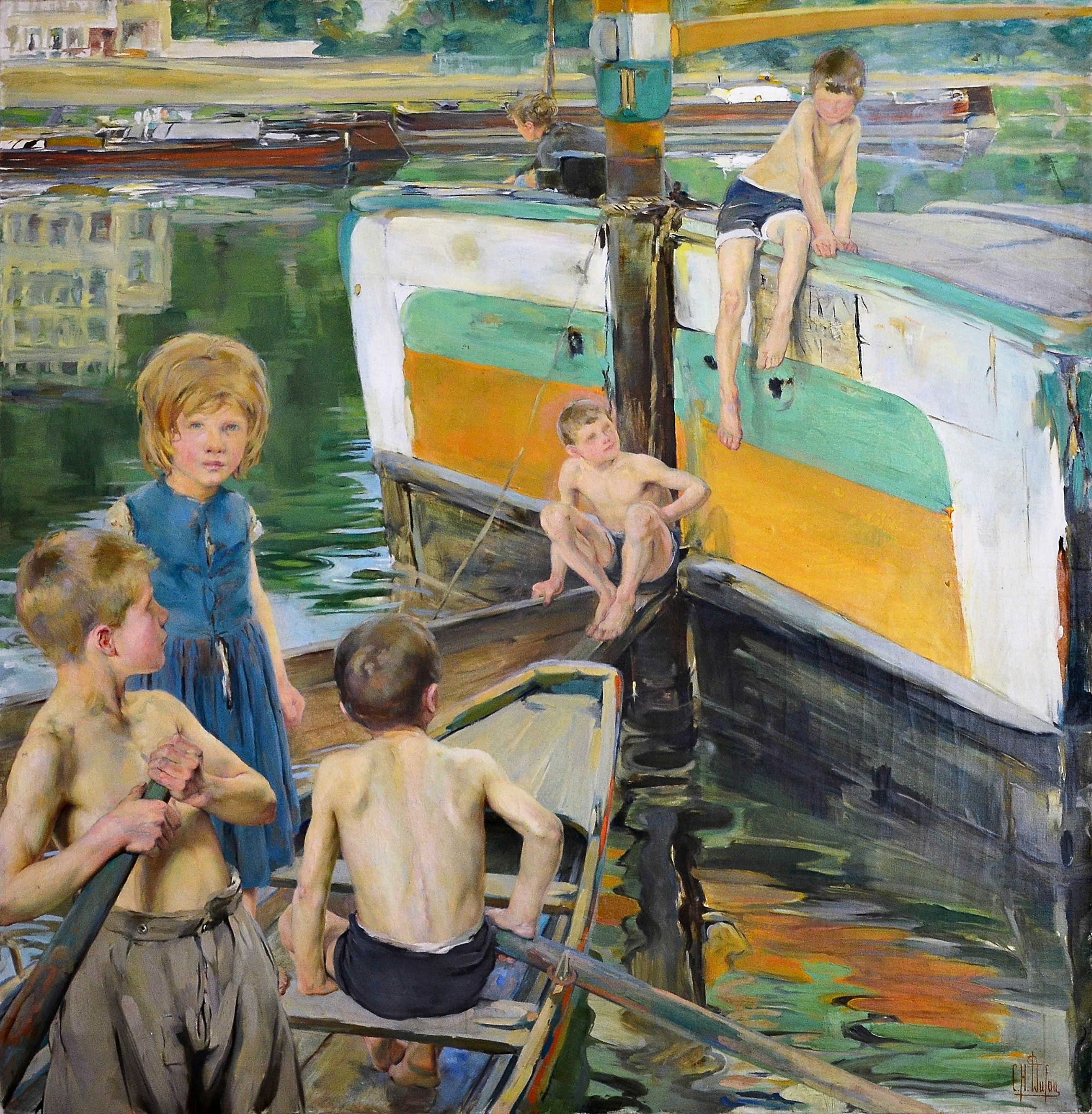
Enfants de mariniers (1898), musée d'Art et d'Histoire de Cognac.
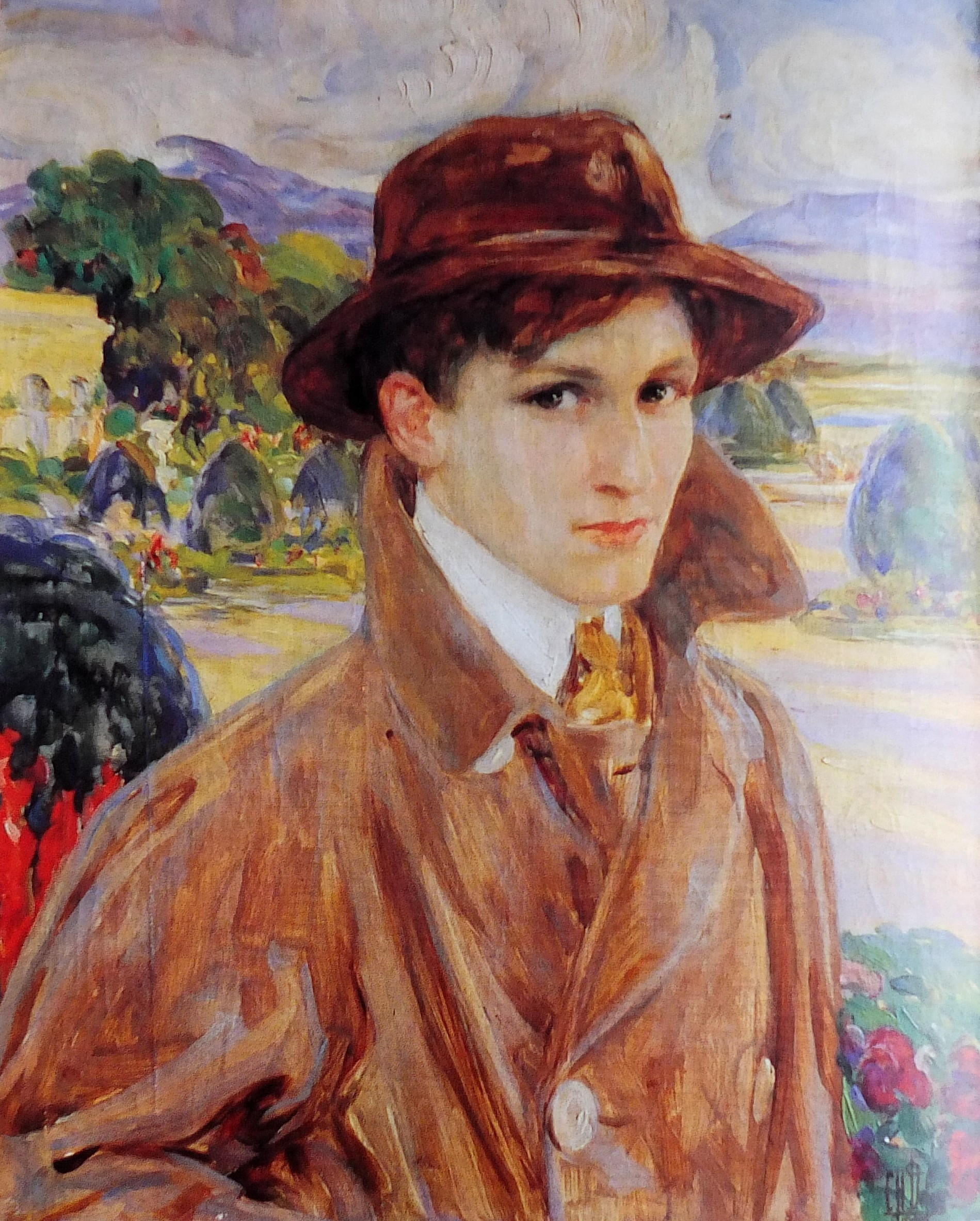
Portrait de Maurice Rostand (1909), Cambo-les-Bains, villa Arnaga.
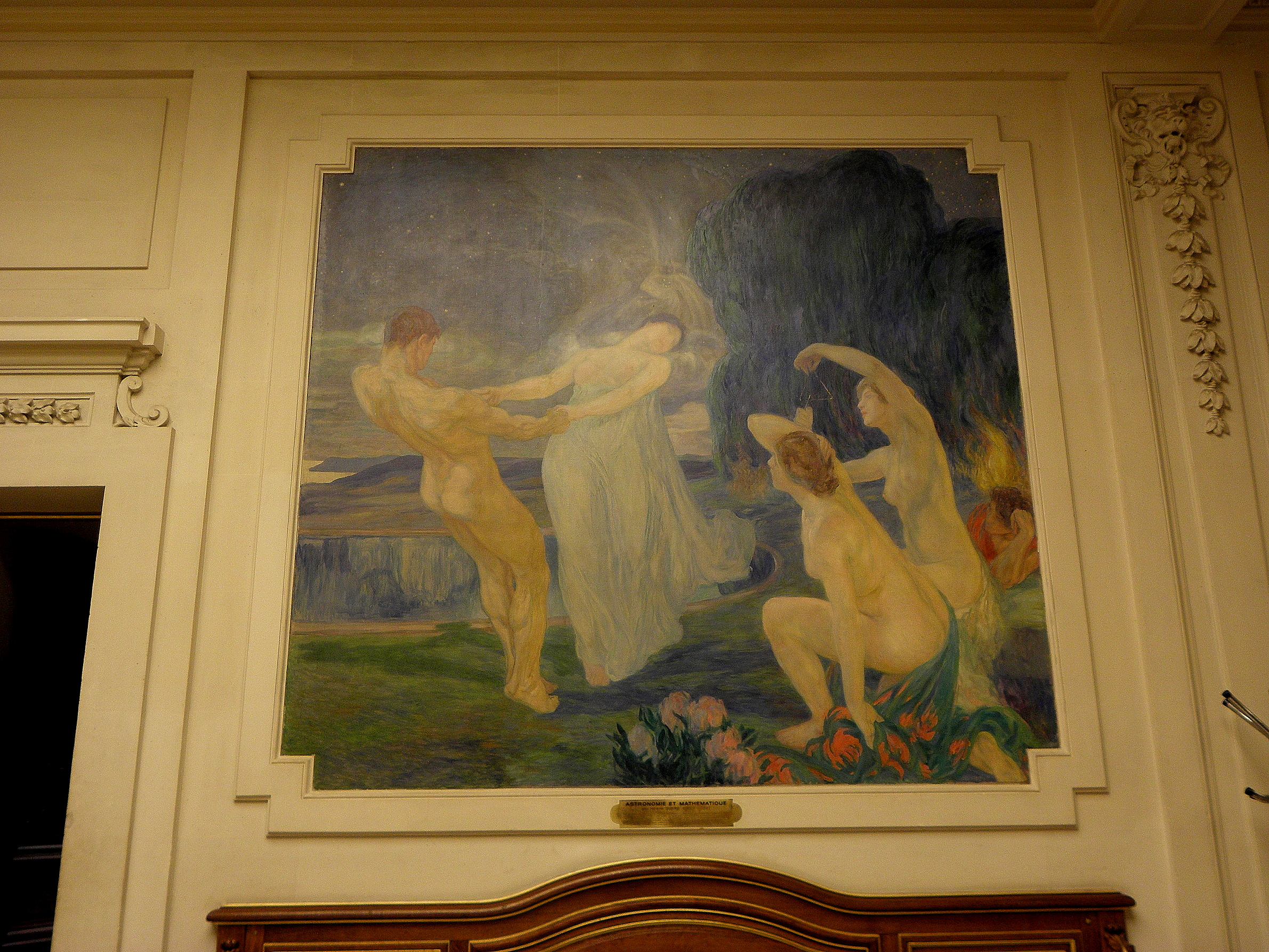
Astronomie et Mathématiques (avant 1910), Paris, Sorbonne, salle des Autorités.
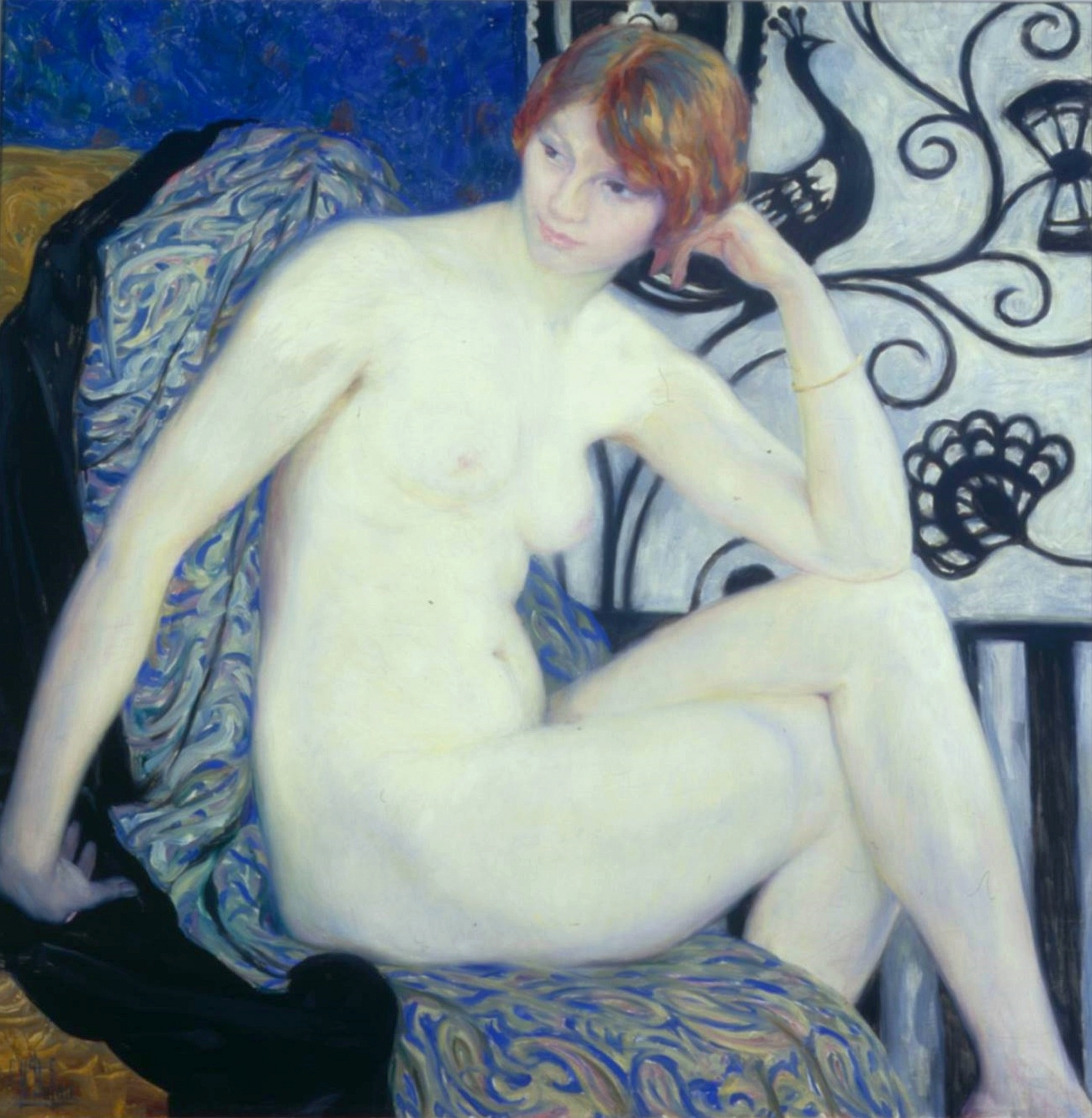
Vision intime (vers 1913), musée national de Poznań.
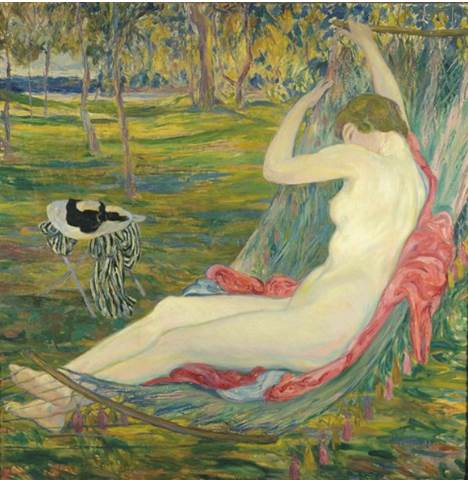
La Balançoire (avant 1921), Paris, Petit Palais.
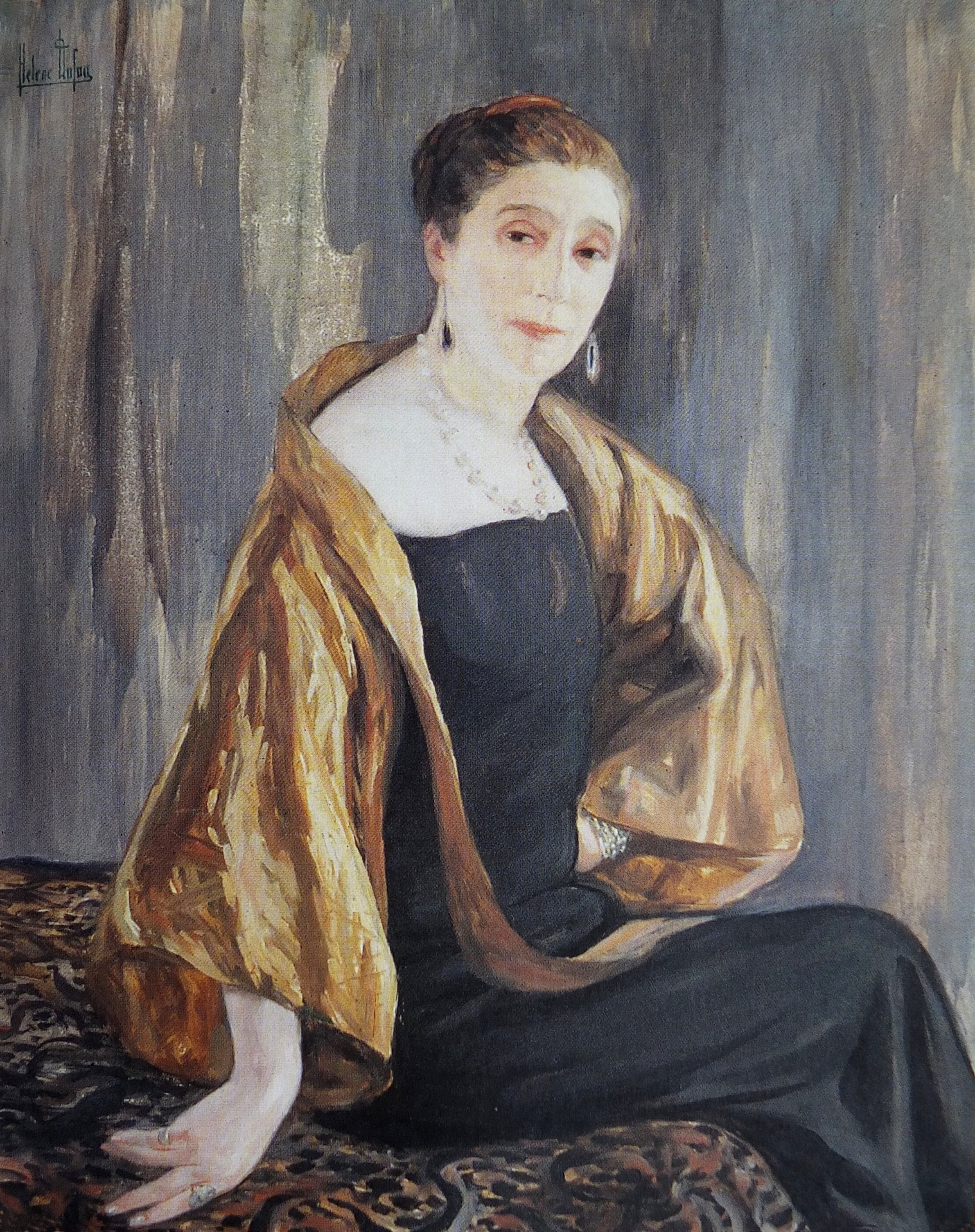
Portrait de Jeanne Lanvin (1925), Paris, musée des Arts décoratifs.
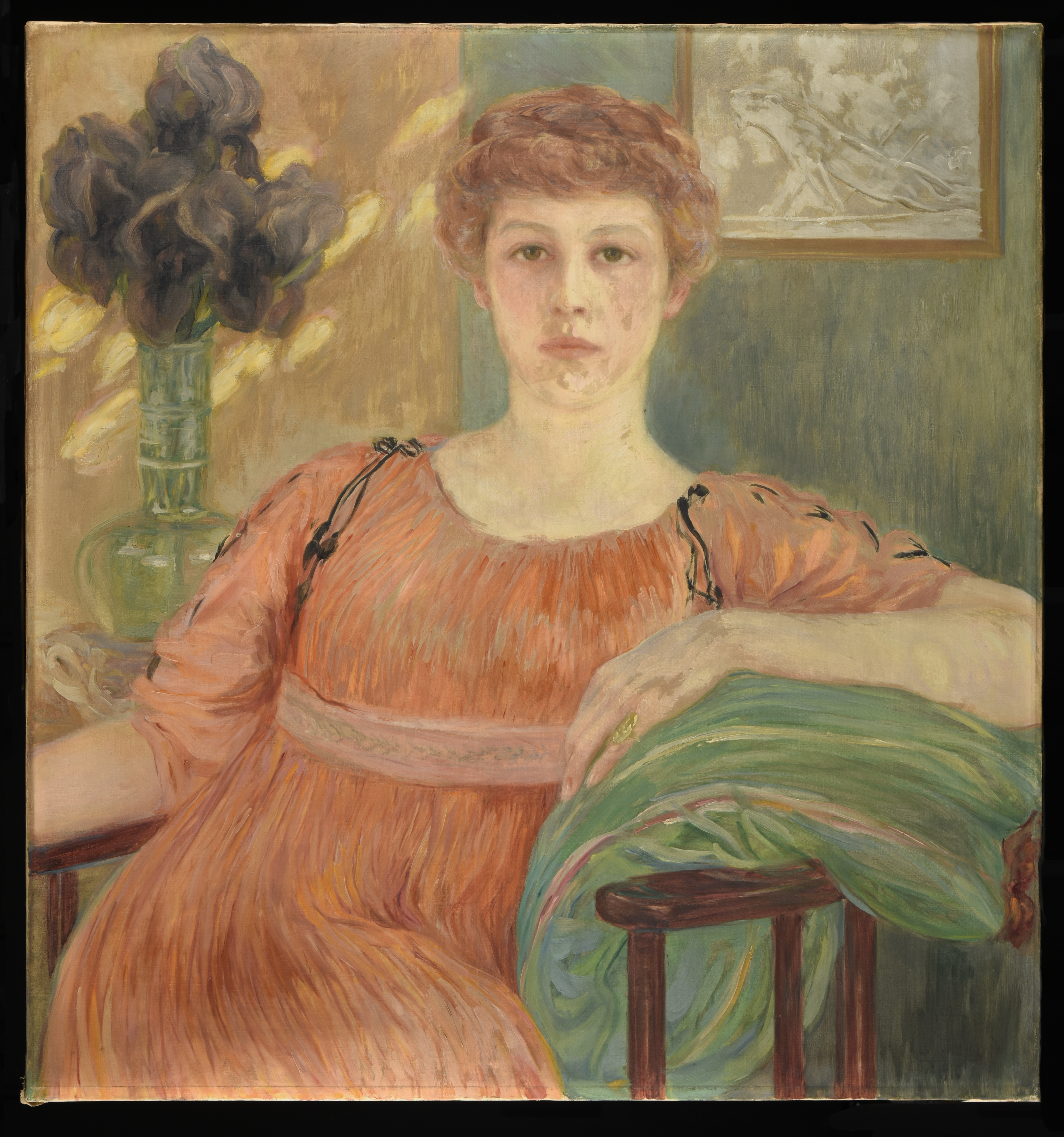
Madame Pol Neveux, Hélène Dufau, Reims, musée des Beaux-Arts[12].
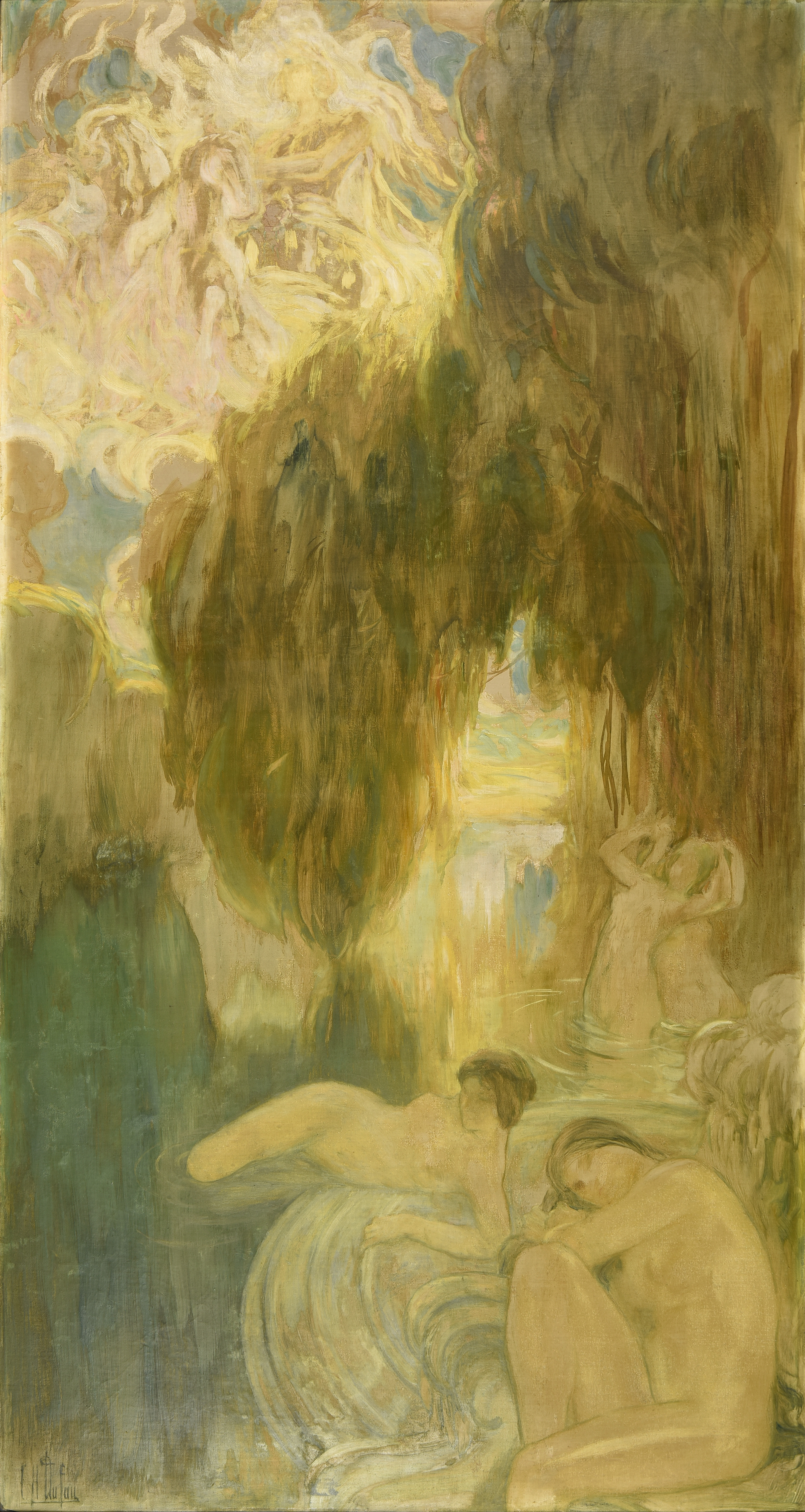
Les Baigneuses, Hélène Dufau, Reims, musée des Beaux-Arts[13].
Bal des Increvables, affiche (1896).

### Affiches
- Bal des increvables au Casino de Paris, 1896.
- Société des miniaturistes et enlumineurs de France, galerie Georges Petit, 1896, imprimerie Verneau.
- La Fronde, 1898[14].
- L'Enfant à travers les âges, 1901, affiche pour l'exposition de l'enfance au Petit Palais[15].
- Exposition de Hanoï, gouvernement général de l'Indo-Chine, 1902.
- Pelote Basque, 1903.

Affiches de Clémentine-Hélène Dufau
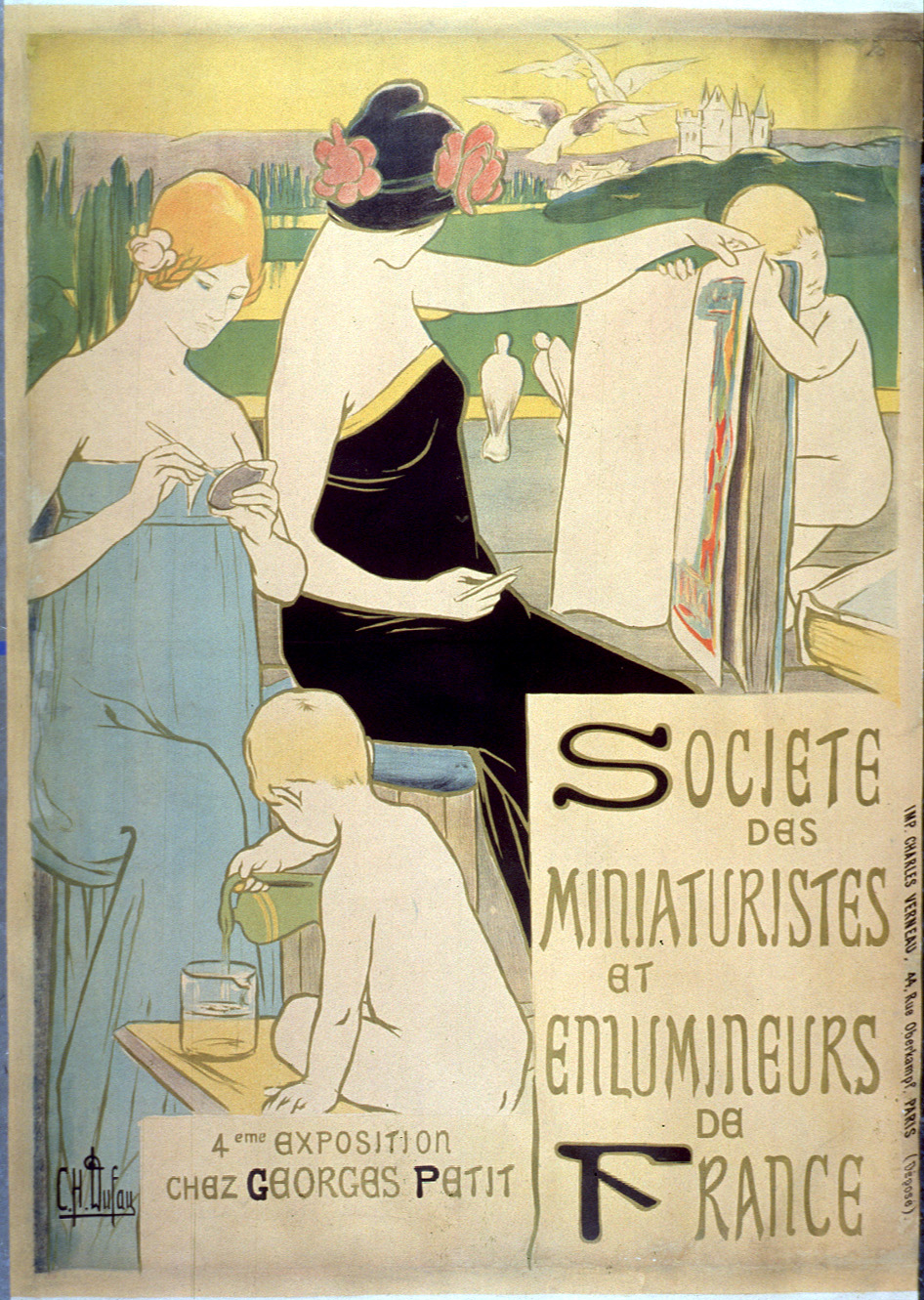
Société des miniaturistes et enlumineurs de France (1896).
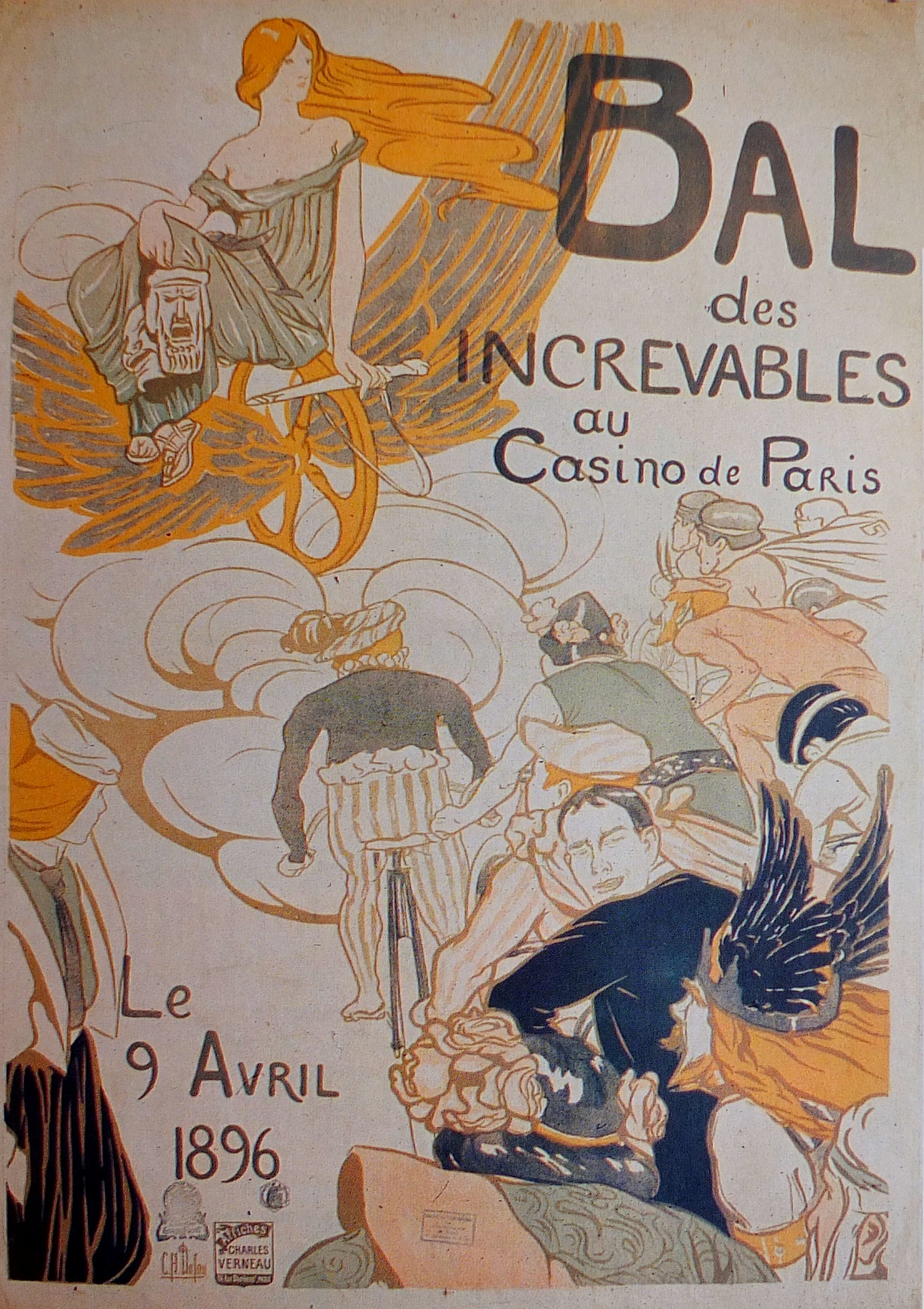
Bal des Increvables au Casino de Paris (1896).
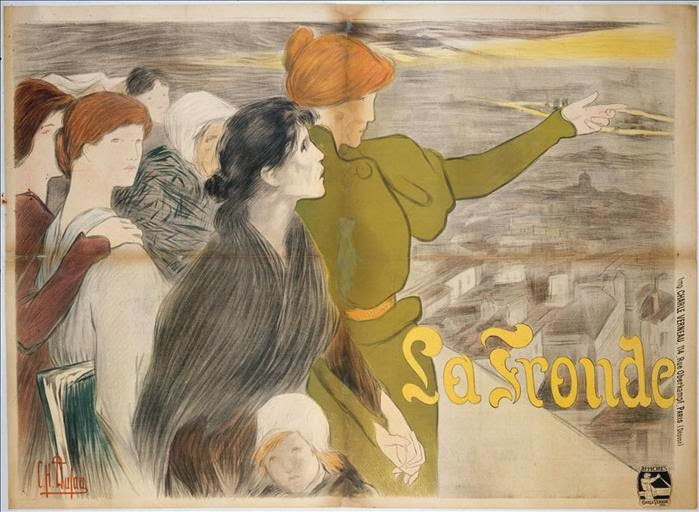
La Fronde (1897).
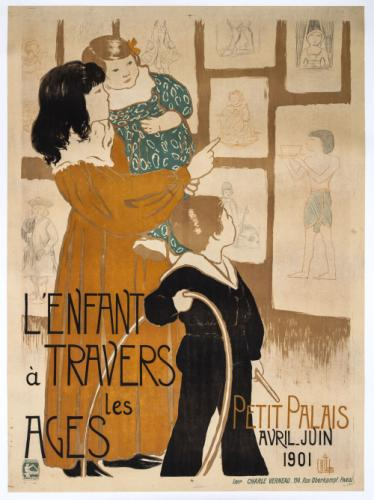
L'Enfant à travers les âges (1901).
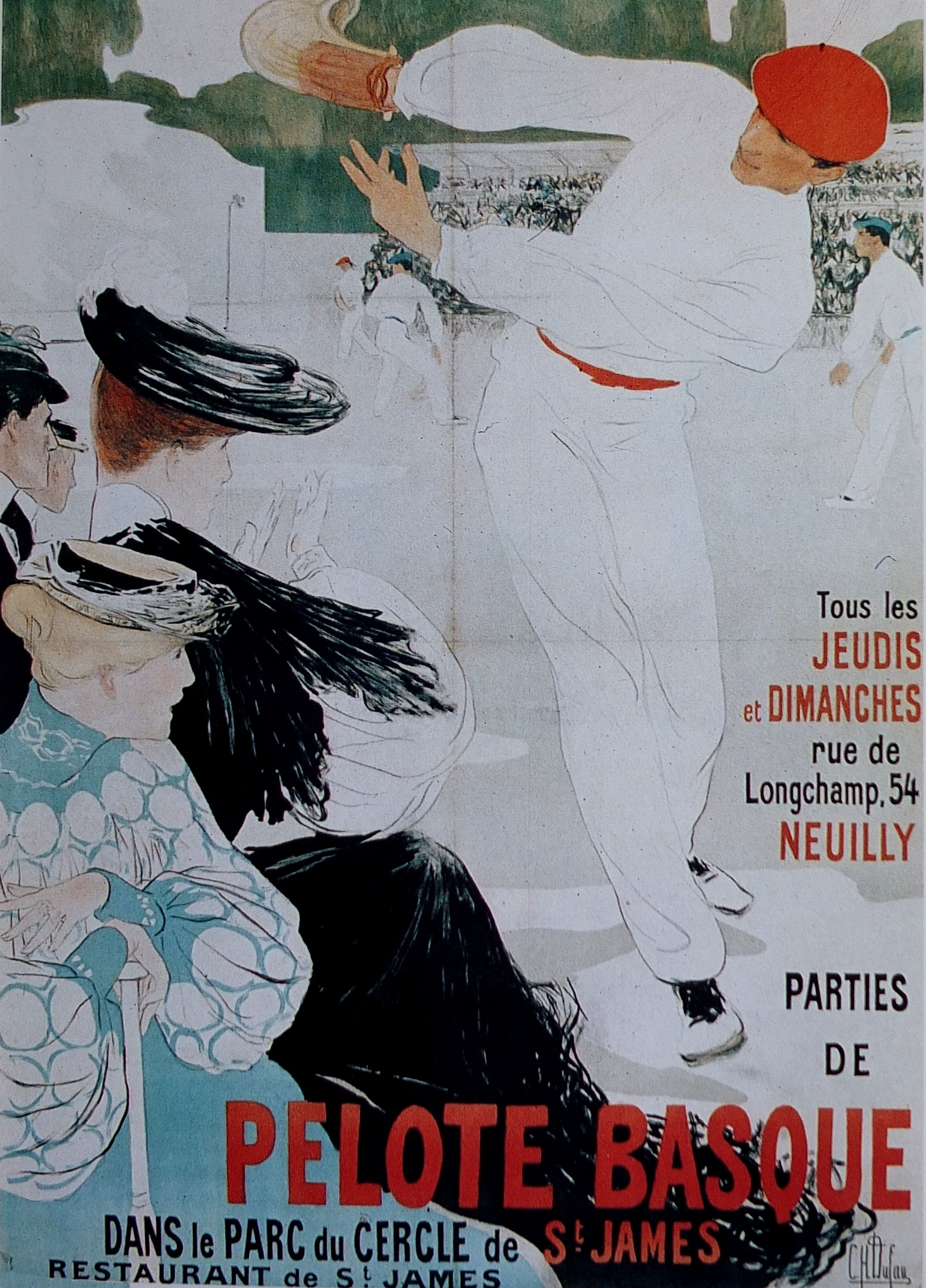
Affiche pour le club de Pelote basque de Neuilly (1911).

### Illustrations
- Pierre Valdagne, L'Amour par principes, Paris, Paul Ollendorff éditeur, 1898.
- Paul Adam, Basile et Sophia, gravures de Georges Lemoine, Paris, Société d'éditions littéraires et artistiques Ollendorff, 1900.
- Enacryos, Les femmes de Setnê, gravures de Georges Lemoine, Paris, Société d'éditions littéraires et artistiques Ollendorff, 1903.

## Exposition
Elle fait partie des artistes présentées dans le cadre de l'exposition « Artistes voyageuses, l'appel des lointains – 1880-1944 » au palais Lumière d'Évian puis au musée de Pont-Aven en 2023.